# Fingolfin
Fingolfin est un personnage de l'œuvre de J. R. R. Tolkien, qui apparaît dans Le Silmarillion.
Fils aîné de Finwë et Indis et frère aîné de Finarfin, il est également le demi-frère cadet de Fëanor. Il épousa Anairë ; ses enfants furent Fingon, Turgon, Aredhel et Argon.

## Histoire fictionnelle
Après le vol des Silmarils par Morgoth, Fingolfin mena la majeure partie des elfes du peuple Ñoldor hors d'Aman jusqu'en Terre du Milieu (bien qu'il considérait ce choix comme peu sage), refusant d'abandonner son peuple à Fëanor ; ce dernier partant de son côté en volant les bateaux des Teleri à Alqualondë, provoquant ainsi le massacre fratricide entre les deux peuples elfiques du pays d'Aman.
Fingolfin, pour sa part, mena son peuple à pied à travers le difficile chemin des glaces de l'Helcaraxë (le « Chaos des glaces »), qui partait du pays d'Aman jusqu'en Terre du Milieu, arrivant après maintes souffrances avec son peuple dans la région du Beleriand, au nord-ouest de la terre du Milieu.
Peu après, lors du premier lever du Soleil sur Arda (l'astre venant à peine d'être créé par les Valar), Fingolfin vint, porté par son cheval Rochallor, jusqu'aux portes d'Angband et y frappa pour forcer le Vala déchu Morgoth à en sortir, mais celui-ci ne répondit pas et demeura caché dans sa forteresse. Fingolfin et les Ñoldor se rendirent alors à la rive Nord du lac Mithrim, d'où les Fëanoriens s'étaient retirés.
Son fils, Fingon, sauva du Thangorodrim l'elfe Maedhros (un des fils de Fëanor), qui renonça alors à devenir roi des Noldor après la mort de son père (Fêanor ayant été tué par les Balrogs de Morgoth peu après être arrivé en Terre du Milieu) ; Fingolfin devint alors le Haut Roi des Noldor et gouverna son peuple depuis Hithlum.
Après avoir gagné la bataille de Dagor Aglareb (la « Bataille Glorieuse »), Fingolfin maintint le siège d'Angband pendant près de quatre cents ans. Mais le siège cessa un jour lors d'un soudain assaut de Morgoth, au cours de la bataille appelée Dagor Bragollach (la « Bataille de la Flamme Subite »), et nombre d'habitants de Beleriand durent fuir. La panique en Beleriand fut telle que Fingolfin se mit à craindre que tous les efforts des Ñoldor en Terre du Milieu ne furent réduits à néant ; il prit alors la sombre résolution d'en finir avec Morgoth.

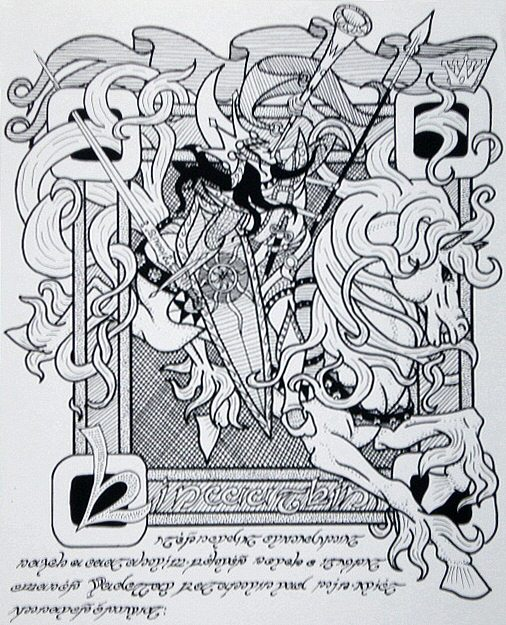
Illustration de Fingolfin chevauchant vers Angband pour combattre Morgoth.

Fingolfin chevaucha alors seul jusqu'à Angband et, possédé par un état de furie immense, défia Morgoth en combat singulier, l'injuriant pour le forcer à sortir de sa forteresse d'où le Vala déchu se terrait. Morgoth ne put se dérober et Fingolfin fit alors face au plus puissant des Valar, qui alors avait l’apparence d'un imposant chevalier noir. Après un terrible et éprouvant duel, et non sans avoir pu blesser Morgoth sept fois avec son épée Ringil, Fingolfin, « le plus vaillant des princes elfes », fut tué d'un coup de la masse d'arme de Morgoth, Grond (le « Marteau des enfer »).
Mais Thorondor, le roi des Aigles, qui avait reçu du Seigneur des Valar Manwë la mission de surveiller les alentours d'Angband, surgit pour sauver le corps de Fingolfin des griffes de Morgoth, qui voulait profaner son cadavre, Thorondor blessant Morgoth au visage de ses serres. L'aigle emporta ensuite la dépouille du Grand Roi des Noldor jusqu'aux montagnes entourant Gondolin, la cité cachée, où Turgon construisit un cairn pour accueillir les restes de son père.
Les nombreuses blessures que Fingolfin infligea au Noir Ennemi (Morgoth) ne guérirent pas, ou difficilement, et le firent toujours souffrir. Après ce duel, jamais plus Morgoth ne sortit de sa forteresse d'Angband, déléguant le commandement de ses armées à ses lieutenants, notamment à son serviteur le plus zélé, le Maia corrompu Sauron.
Fingon devint ensuite le Haut-Roi des Ñoldor à la suite de son père.

## Famille
|  |  |        |        |        |        |        |        |  |  | Finwë     | Finwë     | Finwë     | Finwë     | Finwë     | Finwë     |       |       | Indis    | Indis    | Indis    | Indis    | Indis    | Indis    |      |      |         |         |         |         |         |         |         |         |         |         |     |     |     |     |  |  |       |       |       |       |       |       |  |  |
|  |  |        |        |        |        |        |        |  |  | Finwë     | Finwë     | Finwë     | Finwë     | Finwë     | Finwë     |       |       | Indis    | Indis    | Indis    | Indis    | Indis    | Indis    |      |      |         |         |         |         |         |         |         |         |         |         |     |     |     |     |  |  |       |       |       |       |       |       |  |  |
|  |  |        |        |        |        |        |        |  |  |           |           |           |           |           |           |       |       |          |          |          |          |          |          |      |      |         |         |         |         |         |         |         |         |         |         |     |     |     |     |  |  |       |       |       |       |       |       |  |  |
|  |  |        |        |        |        |        |        |  |  |           |           |           |           |           |           |       |       |          |          |          |          |          |          |      |      |         |         |         |         |         |         |         |         |         |         |     |     |     |     |  |  |       |       |       |       |       |       |  |  |
|  |  | Anairë | Anairë | Anairë | Anairë | Anairë | Anairë |  |  | Fingolfin | Fingolfin | Fingolfin | Fingolfin | Fingolfin | Fingolfin |       |       | Finarfin | Finarfin | Finarfin | Finarfin | Finarfin | Finarfin |      |      |         |         |         |         |         |         |         |         |         |         |     |     |     |     |  |  |       |       |       |       |       |       |  |  |
|  |  | Anairë | Anairë | Anairë | Anairë | Anairë | Anairë |  |  | Fingolfin | Fingolfin | Fingolfin | Fingolfin | Fingolfin | Fingolfin |       |       | Finarfin | Finarfin | Finarfin | Finarfin | Finarfin | Finarfin |      |      |         |         |         |         |         |         |         |         |         |         |     |     |     |     |  |  |       |       |       |       |       |       |  |  |
|  |  |        |        |        |        |        |        |  |  |           |           |           |           |           |           |       |       |          |          |          |          |          |          |      |      |         |         |         |         |         |         |         |         |         |         |     |     |     |     |  |  |       |       |       |       |       |       |  |  |
|  |  |        |        |        |        |        |        |  |  |           |           |           |           |           |           |       |       |          |          |          |          |          |          |      |      |         |         |         |         |         |         |         |         |         |         |     |     |     |     |  |  |       |       |       |       |       |       |  |  |
|  |  | Fingon | Fingon | Fingon | Fingon | Fingon | Fingon |  |  | Turgon    | Turgon    | Turgon    | Turgon    | Turgon    | Turgon    |       |       | Elenwë   | Elenwë   | Elenwë   | Elenwë   | Elenwë   | Elenwë   |      |      | Aredhel | Aredhel | Aredhel | Aredhel | Aredhel | Aredhel |         |         | Eöl     | Eöl     | Eöl | Eöl | Eöl | Eöl |  |  | Argon | Argon | Argon | Argon | Argon | Argon |  |  |
|  |  | Fingon | Fingon | Fingon | Fingon | Fingon | Fingon |  |  | Turgon    | Turgon    | Turgon    | Turgon    | Turgon    | Turgon    |       |       | Elenwë   | Elenwë   | Elenwë   | Elenwë   | Elenwë   | Elenwë   |      |      | Aredhel | Aredhel | Aredhel | Aredhel | Aredhel | Aredhel |         |         | Eöl     | Eöl     | Eöl | Eöl | Eöl | Eöl |  |  | Argon | Argon | Argon | Argon | Argon | Argon |  |  |
|  |  |        |        |        |        |        |        |  |  |           |           |           |           |           |           |       |       |          |          |          |          |          |          |      |      |         |         |         |         |         |         |         |         |         |         |     |     |     |     |  |  |       |       |       |       |       |       |  |  |
|  |  |        |        |        |        |        |        |  |  |           |           |           |           | Idril     | Idril     | Idril | Idril | Idril    | Idril    |          |          | Tuor     | Tuor     | Tuor | Tuor | Tuor    | Tuor    |         |         | Maeglin | Maeglin | Maeglin | Maeglin | Maeglin | Maeglin |     |     |     |     |  |  |       |       |       |       |       |       |  |  |
|  |  |        |        |        |        |        |        |  |  |           |           |           |           | Idril     | Idril     | Idril | Idril | Idril    | Idril    |          |          | Tuor     | Tuor     | Tuor | Tuor | Tuor    | Tuor    |         |         | Maeglin | Maeglin | Maeglin | Maeglin | Maeglin | Maeglin |     |     |     |     |  |  |       |       |       |       |       |       |  |  |
|  |  |        |        |        |        |        |        |  |  |           |           |           |           |           |           |       |       |          |          |          |          |          |          |      |      |         |         |         |         |         |         |         |         |         |         |     |     |     |     |  |  |       |       |       |       |       |       |  |  |
|  |  |        |        |        |        |        |        |  |  |           |           |           |           |           |           |       |       | Eärendil |          |          |          |          |          |      |      |         |         |         |         |         |         |         |         |         |         |     |     |     |     |  |  |       |       |       |       |       |       |  |  |

## Noms
Le nom Fingolfin est la forme sindarine de son nom ; à Valinor, il était appelé en quenya Nolofinwë ('sage Finwë').

## Adaptations
La chanson Time Stands Still (At the Iron Hill), du groupe de power metal allemand Blind Guardian, dans son album Nightfall in Middle-Earth de 1998, est consacrée à la lutte entre Fingolfin et Morgoth.
Le groupe de metal Ultimatum a écrit et joué une chanson de plus de huit minutes contant les exploits de Fingolfin dans leur album Jeunes et Européens de 2002.